# Steinberg bei Scharzfeld
Steinberg bei Scharzfeld ist ein Naturschutzgebiet in der niedersächsischen Stadt Herzberg am Harz im Landkreis Göttingen.

## Allgemeines
Das Naturschutzgebiet mit dem Kennzeichen NSG BR 078 ist etwa 14 Hektar groß. Es ist deckungsgleich mit dem gleichnamigen FFH-Gebiet und grenzt vielfach an das Landschaftsschutzgebiet „Harz“. Das Gebiet steht seit dem 2. Juni 1988 unter Naturschutz. Zuständige untere Naturschutzbehörde ist der Landkreis Göttingen.

## Beschreibung
Das Naturschutzgebiet liegt zwischen Herzberg am Harz und Bad Lauterberg im Harz nördlich von Scharzfeld am Südhang des Steinberges innerhalb des Naturparks Harz. Es stellt die Südspitze eines Bergrückens aus Dolomitgestein unter Schutz. Diese wird von einem steilen Hang mit vielen anstehenden Klippen geprägt. Im südlichen Bereich des Naturschutzgebietes ist auf dem Bergrücken und den Hängen artenreicher Kalkmagerrasen sowie Felsspaltenvegetation in den Klippenbereichen zu finden. Die Magerrasenbereiche, welche aus extensiver Nutzung hervorgegangen sind, werden zur Pflege und zur Vermeidung von Verbuschung extensiv mit Ziegen beweidet. Im nördlichen Bereich des Naturschutzgebietes stockt Mischwald, welcher mit dem Ziel der Umwandlung zu einem Edellaubholz-Buchenwald forstwirtschaftlich genutzt wird. 
Innerhalb des Naturschutzgebietes befindet sich das Naturdenkmal Steinkirche, eine natürliche Höhle.
Durch das Naturschutzgebiet verlaufen mehrere Wege. Der Karstwanderweg Südharz verläuft am Rande des Naturschutzgebietes.